# Бранка Грљушић
Бранка Грљушић, (Козарац, 2. август 1934- 13. фебруар 2013, Торонто, Канада) хемичар, дипломирани инжињер технологије. Била је логораш у логору Јасеновац. Прва жена директор у сектору тешке индустрије/металургије у Југославији.

## Биографија
Рођена је у учитељској породици Јањић из Ламовите. Преживјела је Козарску офанзиву и логор Јасеновац. Ухваћена је 7. јула 1942. са мајком, сестром и још 50 жена са дјецом у козарском збјегу. Сачувана је фотографија њиховог спровођења у Јасеновац. У Сарајеву је завршила Женску гимназију 1952, Природноматематички факултет 1956. и Технолошки факултет 1969. године. Била је професор хемије у Учитељској школи у Сарајеву 1956-1960, представник Југославије при мисији Уједињених нација у Гвинеји 1960-1962, гдје је на француском језику предавала хемију и физику у Мушкој гимназији, а 1963-1969. радила је у гимназији у Варешу. Била је народни посланик у Скупштини СФРЈ у Београду 1969-1970, замјеник директора Творнице жице у Сарајеву 1971-1976. (прва жена директор у сектору тешке индустрије/металургије у Југославији), представник Југославије на Свјетској конференцији жена у Паризу 1977, директор Творнице козметике "Астро" у Сарајеву 1977-1981, савјетник за привреду у Градској општини Сарајево 1982, директор Више управне школе 1983. године. Пензионисана је 1984. године. За вријеме Одбрамбено-отаџбинског рата 1992-1995. била је у Сарајеву, а 1997. одселила се у Торонто. Одликована је Орденом рада са златним вијенцем.